# Holger Reiners
Holger Reiners (* 1948) ist ein deutscher Autor.

## Werdegang und Karriere
Reiners litt 20 Jahre an Depressionen. In seinen Büchern schreibt Reiners nicht nur über die Architektur, sondern auch über den Umgang mit Depressionen als Krankheit. Neben seiner Autorentätigkeit war er auch Vorstandsmitglied des Deutschen Bündnisses gegen Depression und der Stiftung Deutsche Depressionshilfe.
Reiners lebt mit seiner Familie in Hamburg.

## Veröffentlichungen
- Der ideale Grundriss. München.
- Der Dachausbau. München 1991.
- Einfamilienhäuser aus Holz. Verlag Georg D. W. Callwey, München 1993
- Kamine. München 1995.
- Wohnen im Wintergarten. München 1995.
- Neue Einfamilienhäuser. München 1996.
- Individuelle Einfamilienhäuser unter DM 500000,-. München 1996.
- Der neue Holzbau . München 1998.
- Individuelle Doppel- und Reihenhäuser. München 1998.
- Bauen mit Holz – die besten Einfamilienhäuser. München 2001.
- Energie effektiv nutzen – die besten Einfamilienhäuser. München 2002
- Das heimatlose Ich. Aus der Depression zurück ins Leben. München 2002.
- Best age. Männer um die 50. München 2004
- Die Villa. München 2006.
- Die gezähmte Depression. Erfülltes Leben nach der Krankheit. München 2007.
- Spektakuläre Häuser. 2008.